# موتورهای سری کا رنو
موتورهای سری کا رنو یک سری موتورهای درون‌سوز است که از سال ۱۹۹۰ تاکنون توسط رنو در انواع مدل‌های مختلف تولید می‌شود. این سری از موتورها، ۴ زمانه و ۴ سیلندر هستند و در مدل‌های مختلف به دو صورت ۸ سوپاپه و ۱۶ سوپاپه می‌باشند. آرایش سیلندرهای این موتورها خطی می‌باشد.

## کی‌جی‌ایکس (kjx)
موتورهای کی‌جی‌ایکس سری کا رنو شامل ۸ موتور بانام‌های K7J 700، K7J 710، K7J 714، K4J 700/714/750، K4J 730/732/740، K4J 712/713، K4J 770/780، K4J 730 می‌باشد. این پیشرانه‌ها از سال ۱۹۹۸ تا ۲۰۱۰ تولید می‌شدند. این موتورها بر روی رنو کلیو، رنو کانگو، رنو سیمبل، داچیا لوگان و داچیا ساندرو تا سال ۲۰۱۰ استفاده شدند. این موتورها ۴ سیلندر و در دو نوع ۱۶ سوپاپ و ۸ سوپاپ هستند.
مشخصات عمومی موتورهای کی‌جی‌ایکس
| مشخصات فنی     |                                                                                         |
| -------------- | --------------------------------------------------------------------------------------- |
| حجم            | ۱٫۴ لیتر (۱٬۳۹۰ سانتی‌متر مکعب)                                                          |
| اندازه سوپاپ   | ۷۹٫۵×۷۰                                                                                 |
| تعداد سوپاپ‌ها  | ۱۶                                                                                      |
| نسبت تراکم     | ۹٫۵:۱ / ۱۰:۱                                                                            |
| توان           | ۵۵ کیلووات (۷۵ اسب بخار متری؛ ۷۴ اسب بخار) / ۷۲ کیلووات (۹۸ اسب بخار متری؛ ۹۷ اسب بخار) |
| نوع تزریق سوخت | MPi                                                                                     |
| سوخت           | بنزین                                                                                   |
| ظرفیت روغن     | ۳٫۵ لیتر (۳٫۷ کوارت آمریکایی؛ ۳٫۱ کوآرت بریتانیایی)                                     |

موتورهای ۸ سوپاپه
| کد موتور         | قدرت                                                | سال تولید           | خودروها)                     |
| ---------------- | --------------------------------------------------- | ------------------- | ---------------------------- |
| K7J 700          | ۵۵ کیلووات (۷۵ اسب بخار متری؛ ۷۴ اسب بخار) 5500 rpm | ۱۹۹۸–۲۰۰۳           | رنو کلیو رنو کانگو رنو سیمبل |
| K7J 710          | ۵۵ کیلووات (۷۵ اسب بخار متری؛ ۷۴ اسب بخار) 5500 rpm | ۲۰۰۴–۲۰۱۰ ۲۰۰۸–۲۰۱۰ | داچیا لوگان داچیا ساندرو     |
| K7J 714 (LPG E4) | ۵۵ کیلووات (۷۵ اسب بخار متری؛ ۷۴ اسب بخار) 5500 rpm | ۲۰۰۷–۲۰۱۰ ۲۰۰۸–۲۰۱۰ | داچیا لوگان داچیا ساندرو     |

موتورهای ۱۶ سوپاپه
| کد موتور        | قدرت                                                                    | سال       | خودروها                     |
| --------------- | ----------------------------------------------------------------------- | --------- | --------------------------- |
| K4J 700/714/750 | ۷۰ تا ۷۲ کیلووات (۹۵ تا ۹۸ اسب بخار متری؛ ۹۴ تا ۹۷ اسب بخار) @ 6000 rpm | ۱۹۹۹–۲۰۰۸ | رنو کلیو رنو مگان رنو سینیک |
| K4J 730/732/740 | ۶۰ تا ۷۲ کیلووات (۸۲ تا ۹۸ اسب بخار متری؛ ۸۰ تا ۹۷ اسب بخار) @ 6000 rpm | ۲۰۰۳–۲۰۱۰ | رنو مگان رنو سینیک          |
| K4J 712/713     | ۷۰ کیلووات (۹۵ اسب بخار متری؛ ۹۴ اسب بخار) @ 6000 rpm                   |           | رنو کلیو رنو سیمبل          |
| K4J 770/780     | ۷۲ کیلووات (۹۸ اسب بخار متری؛ ۹۷ اسب بخار) @ 6000 rpm                   | ۲۰۰۴–۲۰۱۰ | رنو کلیو رنو مودس           |
| K4J 730         | ۷۲ کیلووات (۹۸ اسب بخار متری؛ ۹۷ اسب بخار) @ 6000 rpm                   | ۱۹۹۹–۲۰۰۳ | رنو سینیک                   |

## کی‌ایکس‌ام (kxm)
موتورهای کی‌ایکس‌ام سری کا رنو شامل ۳۱ موتور می‌باشد که از سال ۱۹۹۸ تا ۲۰۱۶ برروی خودروهای مختلف رنو و برخی خودروهای لادا استفاده شده‌اند. این موتورها ۱۶ سوپاپه و ۸ سوپاپه ۴ سیلندر خطی هستند.
حجم این موتورها ۱۶۰۰ سی‌سی است و ضعیف‌ترین این موتورها ۷۵ اسب بخار و قوی‌ترین موتور این سری ۱۱۶ اسب بخار قدرت دارد.
| مشخصات فنی     | |
| -------------- | --- |
| حجم موتور      | ۱٫۶ لیتر (۱٬۵۹۸ سانتی‌متر مکعب)                                                                             |
| اندازه سوپاپ   | ۷۹٫۵ در ۸۰٫۵ میلیمتر (۳٫۱۳ در ۳٫۱۷ اینچ)                                                                   |
| تعداد سوپاپ‌ها  | ۸ یا ۱۶ |
| توان           | ۵۵–۶۶ کیلووات (۷۵–۹۰ اسب بخار متری؛ ۷۴–۸۹ اسب بخار)/ ۷۰–۸۵ کیلووات (۹۵–۱۱۶ اسب بخار متری؛ ۹۴–۱۱۴ اسب بخار) |
| نوع تزریق سوخت | MPi |
| سوخت           | بنزین |
| ظرفیت روغن     | ۴٫۵ لیتر (۴٫۸ کوارت آمریکایی؛ ۴٫۰ کوآرت بریتانیایی)                                                        |

موتورهای ۸ سوپاپه
| کد                  | قدرت                                                | سال                 | خودرو                    |
| ------------------- | --------------------------------------------------- | ------------------- | ------------------------ |
| K7M 410 (E4)        | ۶۴ کیلووات (۸۷ اسب بخار متری؛ ۸۶ اسب بخار) 5500 rpm | ۲۰۱۲–               | لادا لارگوس              |
| K7M 702/703         | ۶۶ کیلووات (۹۰ اسب بخار متری؛ ۸۹ اسب بخار) 5000 rpm | ۱۹۹۵–۱۹۹۹           | رنو مگان رنو سینیک       |
| K7M 720             | ۵۵ کیلووات (۷۵ اسب بخار متری؛ ۷۴ اسب بخار) 5000 rpm | ۱۹۹۵–۱۹۹۹           | رنو مگان رنو سینیک       |
| K7M 790             | ۶۶ کیلووات (۹۰ اسب بخار متری؛ ۸۹ اسب بخار) 5000 rpm | ۱۹۹۶–۱۹۹۹           | رنو مگان                 |
| K7M 744/745         | ۶۶ کیلووات (۹۰ اسب بخار متری؛ ۸۹ اسب بخار) 5250 rpm | ۱۹۹۸–۲۰۰۳           | رنو کلیو                 |
| K7M 710             | ۶۴ کیلووات (۸۷ اسب بخار متری؛ ۸۶ اسب بخار) 5500 rpm | ۲۰۰۴–۲۰۱۰ ۲۰۰۸–۲۰۱۰ | داچیا لوگان داچیا ساندرو |
| K7M 718 (LPG E4)    | ۶۴ کیلووات (۸۷ اسب بخار متری؛ ۸۶ اسب بخار) 5500 rpm | ۲۰۰۷–۲۰۱۰ ۲۰۰۸–۲۰۱۰ | داچیا لوگان داچیا ساندرو |
| K7M 764 (Flex-fuel) | ۷۳ کیلووات (۹۹ اسب بخار متری؛ ۹۸ اسب بخار) 5500 rpm | ۲۰۱۳–               | داچیا لوگان داچیا ساندرو |
| K7M 800             | ۶۲ کیلووات (۸۴ اسب بخار متری؛ ۸۳ اسب بخار) 5250 rpm | ۲۰۱۱–               | داچیا لوگان داچیا ساندرو |
| K7M 812             | ۶۰ کیلووات (۸۲ اسب بخار متری؛ ۸۰ اسب بخار) 5000 rpm | ۲۰۱۲–               | داچیا لاجی لادا لارگوس   |
| K7M 818 (LPG E5)    | ۶۴ کیلووات (۸۷ اسب بخار متری؛ ۸۶ اسب بخار) 5500 rpm | ۲۰۱۱–۲۰۱۲           | داچیا لوگان داچیا ساندرو |
| K7M 828 (LPG E5b)   | ۶۰ کیلووات (۸۲ اسب بخار متری؛ ۸۰ اسب بخار) 5000 rpm | ۲۰۱۴–               | داچیا لاجی لادا لارگوس   |

موتورهای ۱۶ سوپاپه
| کد موتور           | توان                                                                      | سال       | خودرو                                            |
| ------------------ | ------------------------------------------------------------------------- | --------- | ------------------------------------------------ |
| K4M 490 (E4)       | ۷۷ کیلووات (۱۰۵ اسب بخار متری؛ ۱۰۳ اسب بخار) 5750 rpm                     | ۲۰۱۳–     | لادا لارگوس                                      |
| K4M 69x            | ۶۶ تا ۷۷ کیلووات (۹۰ تا ۱۰۵ اسب بخار متری؛ ۸۹ تا ۱۰۳ اسب بخار) @ 5750 rpm | ۲۰۰۶–     | رنو کانگو داچیا لوگان                            |
| K4M 606 (4x4)      | ۷۷ کیلووات (۱۰۵ اسب بخار متری؛ ۱۰۳ اسب بخار) 5750 rpm                     | ۲۰۱۰–۲۰۱۳ | رنو داستر                                        |
| K4M 616 (LPG E5)   | ۷۷ کیلووات (۱۰۵ اسب بخار متری؛ ۱۰۳ اسب بخار) 5750 rpm                     | ۲۰۱۱–     | رنو داستر                                        |
| K4M 642 (LPG E5b)  | ۷۷ کیلووات (۱۰۵ اسب بخار متری؛ ۱۰۳ اسب بخار) 5750 rpm                     | ۲۰۱۴–     | رنو داستر                                        |
| K4M 646 (4x4)      | ۷۷ کیلووات (۱۰۵ اسب بخار متری؛ ۱۰۳ اسب بخار) 5750 rpm                     | ۲۰۱۴–     | رنو داستر                                        |
| K4M 696 (Hi-flex)  | ۷۷ کیلووات (۱۰۵ اسب بخار متری؛ ۱۰۳ اسب بخار) 5750 rpm                     | ۲۰۱۰–۲۰۱۲ | رنو داستر داچیا لوگان داچیا ساندرو               |
| K4M 70x            | ۷۱ تا ۸۱ کیلووات (۹۷ تا ۱۱۰ اسب بخار متری؛ ۹۵ تا ۱۰۹ اسب بخار) @ 5750 rpm | ۱۹۹۹–     | رنو مگان رنو سینیک رنو کلیو رنو کانگو رنو لاگونا |
| K4M 710            | ۸۱ کیلووات (۱۱۰ اسب بخار متری؛ ۱۰۹ اسب بخار) 5750 rpm                     | ۲۰۰۱–۲۰۰۵ | رنو لاگونا                                       |
| K4M 716            | ۸۶ کیلووات (۱۱۷ اسب بخار متری؛ ۱۱۵ اسب بخار) 5750 rpm                     | ۲۰۰۶–۲۰۰۷ | رنو لاگونا                                       |
| K4M 72x            | ۸۱ کیلووات (۱۱۰ اسب بخار متری؛ ۱۰۹ اسب بخار) 5750 rpm                     | ۱۹۹۸–۲۰۰۱ | رنو لاگونا                                       |
| K4M 782            | ۹۰ کیلووات (۱۲۲ اسب بخار متری؛ ۱۲۱ اسب بخار) 5500 rpm                     | ۲۰۰۳–۲۰۰۹ | رنو سینیک                                        |
| K4M 788            | ۷۹ کیلووات (۱۰۷ اسب بخار متری؛ ۱۰۶ اسب بخار) 5750 rpm                     | ۲۰۰۲–۲۰۰۸ | رنو مگان                                         |
| K4M 812/813/858    | ۸۶ کیلووات (۱۱۷ اسب بخار متری؛ ۱۱۵ اسب بخار) 6000 rpm                     | ۲۰۰۱–     | رنو مگان                                         |
| K4M 856 (flexfuel) | ۷۷ کیلووات (۱۰۵ اسب بخار متری؛ ۱۰۳ اسب بخار) 5750 rpm                     | ۲۰۰۱–۲۰۰۹ | رنو مگان                                         |
| K4M 824            | ۸۱ کیلووات (۱۱۰ اسب بخار متری؛ ۱۰۹ اسب بخار) 6000 rpm                     | ۲۰۰۷–۲۰۱۰ | رنو لاگونا                                       |
| K4M 838            | ۸۲ کیلووات (۱۱۱ اسب بخار متری؛ ۱۱۰ اسب بخار) 6000 rpm                     | ۲۰۱۰–۲۰۱۶ | رنو فلوئنس                                       |
| K4M 848            | ۷۴ کیلووات (۱۰۱ اسب بخار متری؛ ۹۹ اسب بخار) 5500 rpm                      | ۲۰۰۸–     | رنو مگان                                         |
| K4M RS (or 854)    | ۹۹ کیلووات (۱۳۵ اسب بخار متری؛ ۱۳۳ اسب بخار) 6750 rpm                     | ۲۰۰۸–     | RS رنو ویند                                      |